# Meloria

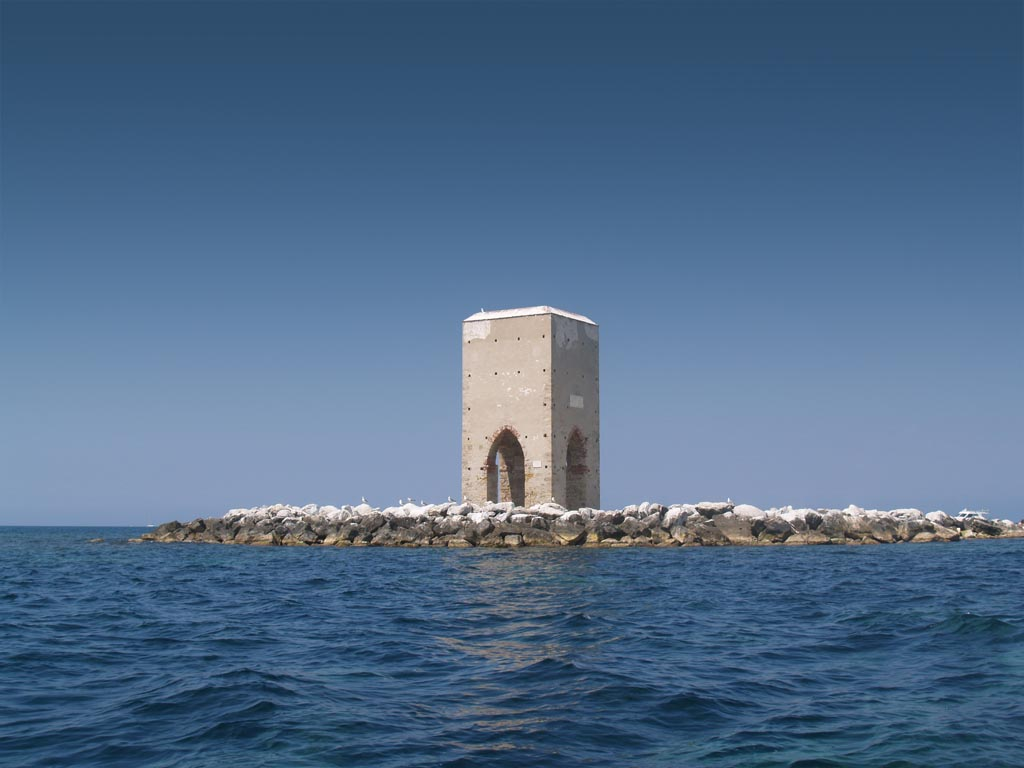
Torre della Meloria

Meloria is een klein rotseiland voor de westelijke Italiaanse kust. De rots ligt in een ondiep zeegebied, de zogenaamde Secche della Meloria, gelegen in de Ligurische Zee, ongeveer zeven kilometer ten westen van de haven van Livorno, de gemeente waaronder Meloria valt. De rots wordt geografisch ook wel tot de Toscaanse Archipel gerekend.
Op het rotseiland staat een 18e-eeuwse toren, de Torre della Meloria. De wateren rondom Meloria vormden in het verleden het toneel voor twee zeeslagen.

## Geschiedenis
Vermoedelijk reeds gedurende de 12e eeuw werd door de Republiek Pisa de eerste vuurtoren op Meloria gebouwd. De toren vervulde gelijktijdig ook de functie van vestingtoren, die eerst aan de benedictijnen uit Pisa, later aan augustijnen van de kerk San Jacopo in Acquaviva in Livorno werd toevertrouwd.
De eerste zeeslag bij Meloria vond plaats op 3 mei 1241 en ging tussen de vloot van keizer Frederik II met zijn bondgenoot Pisa tegen Genua. Deze zeeslag werd gewonnen door het leger van de keizer. De tweede slag bij Meloria vond plaats op 6 augustus 1284 en zou de boeken ingaan als de grootste zeeslag ten tijde van de middeleeuwen. De overwinning in deze zeeslag tussen Pisa en Genua ging uiteindelijk naar Genua. Pisa werd hierbij onttroond als maritieme macht. In 1286 werd de toren op het eiland door Genua verwoest. Pas aan het einde van de 16e eeuw gaf de groothertog van Toscane, Ferdinando I de' Medici, de opdracht de toren opnieuw op te bouwen. Deze constructie stortte echter kort daarop weer in.
De huidige toren stamt uit 1709. De opdrachtgever voor de bouw ervan was Cosimo III de' Medici.